# Nethinius setigerus
Nethinius setigerus là một loài bọ cánh cứng trong họ Cerambycidae.